# Mary Robinson (Dichterin)

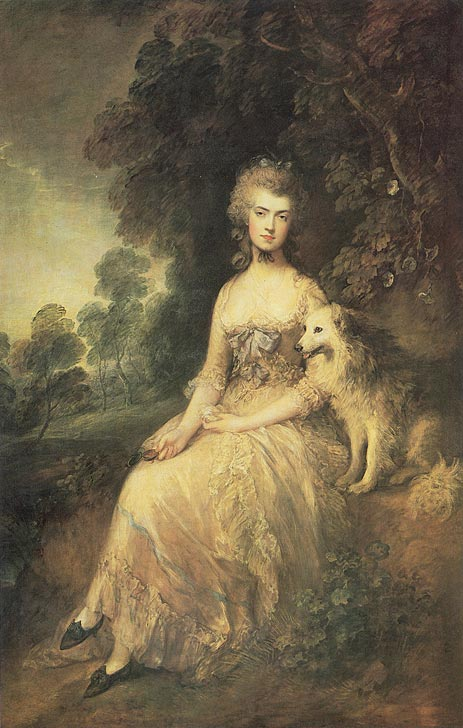
Porträt von Thomas Gainsborough: Mary Robinson, 1781

Porträt von George Romney: Mrs Robinson in Quaker Dress, 1788

Mary Robinson, geborene Darby (* 1757, in College-Green, Bristol; † 26. Dezember 1800 in Englefield Green) war eine englische Dichterin und Romanautorin, die auch für ihre Rolle als Perdita als Schauspielerin in Shakespeares Ein Wintermärchen im Jahre 1779 bekannt war, wobei sie die Aufmerksamkeit des Prince of Wales, des späteren Georg IV., gewann und ab 1781 seine Geliebte wurde.

## Leben
Mary Darby Robinson wurde als Tochter eines Seekapitäns Darby (er erlitt hohe Verluste in einer Geschäftstransaktion und war zuletzt Kommandeur eines Linienschiffes in der russischen Marine) nach eigenen Angaben am 27. November 1758 (nach neueren Untersuchungen ein Jahr früher) geboren. Sie hatte noch einen Bruder, der später ein bedeutender Kaufmann in Livorno wurde. Der Vater verließ die Mutter und diese brachte sich und ihre fünf Kinder durch, indem sie eine Schule für junge Mädchen gründete, an der auch Mary bis zu ihrem 14. Lebensjahr unterrichtet wurde. Bei einem seiner kurzen Besuche erzwang der Vater, wie nach damaligem Recht möglich, die Schließung der Schule. Mary Robinson besuchte danach die Schule der Sozialreformerin Hannah More sowie eine Schule bei London, wo sie die Aufmerksamkeit des berühmten englischen Schauspielers David Garrick errang, der sie im Alter von 14 Jahren fürs Theater engagierte. Auf Anraten ihrer Mutter heiratete sie dann aber im April 1774 den Angestellten Thomas Robinson, der ihr eine mögliche Erbschaft vorspiegelte. Er besaß aber weder Geld noch eine „Gentleman“-Abstammung, und da das Paar in London über seine Verhältnisse lebte, musste sie nach Wales fliehen, wo ihre einzige Tochter Maria Elisabeth im November 1774 geboren wurde. Als ihr Mann im Schuldturm landete, lebte sie dort 15 Monate mit ihm. In dieser Zeit erschien ihr erster Gedichtband, der ihr die Patronage von Georgiana Cavendish, Herzogin von Devonshire, einbrachte.
Nach der Entlassung ihres Mannes aus dem Gefängnis entschloss sie sich in die Theater-Laufbahn zurückzukehren. Sie spielte ab 1776 in verschiedenen Rollen (Julia, Lady Macbeth, Ophelia, Viola u. a.) im Theatre Royal Drury Lane. Während eines Auftritts als Perdita in Garricks Adaptation Florizel and Perdita von Shakespeares Wintermärchen 1781 errang sie die Aufmerksamkeit des noch minderjährigen Prince of Wales, mit dem sie bis 1783 eine Affäre hatte. In dieser Zeit wurde sie in der Londoner Gesellschaft „fashionable“, beispielsweise mit einem lose fließenden durchsichtigen Musselin-Kleid in antikem griechischen Stil mit großem Dekolletee, bekannt als „Perdita“. Nach der Affäre mit dem Prince of Wales versuchte sie zunächst durch Androhung der Veröffentlichung seiner Briefe (in der sie sich Perdita und Florizel nannten) die versprochenen 20.000 Pfund zu bekommen, erhielt aber nur ab 1783 eine kleine jährliche Pension von 500 Pfund (sowie jährlich 200 Pfund für ihre Tochter).
1783 zog sich Robinson bei der nächtlichen Verfolgung ihres Liebhabers, der sie plötzlich verlassen hatte, in offener Kutsche mitten im Winter eine starke Unterkühlung zu, die ihre Gesundheit nachhaltig schwächte. Sie war danach teilweise gelähmt (nach ihrer Biographin Byrne vielleicht Folge einer Streptokokkeninfektion nach einer Fehlgeburt). Die folgenden fünf Jahre verbrachte sie mit ihrer Tochter und ihrer Mutter auf dem Kontinent, wo sie insbesondere in Paris gesellschaftliche Erfolge feierte. Nach ihrer Rückkehr begann ihre intensive schriftstellerische Tätigkeit. In der Folge hatte sie noch mehrere Affären, eine kurze Affäre mit dem Whig-Führer Charles James Fox, den sie auch politisch unterstützte, insbesondere aber mit dem im Amerikanischen Unabhängigkeitskrieg berühmt (bzw. aus amerikanischer Sicht eher berüchtigt) gewordenen General Banastre Tarleton, der danach auch als Politiker Karriere machte. Ihre Beziehung dauerte 15 Jahre, wurde aber getrübt durch längere Krankheitszeiten ihrerseits, finanzielle Engpässe und die Versuche der reichen Liverpooler Kaufmannsfamilie von Tarleton, die Beziehung zu beenden. 1800 starb sie nach längerer Krankheit in ihrem Landhaus in Englefield Green, gepflegt von ihrer Tochter.
Seit Ende der 1780er Jahre war sie für ihre Gedichte bekannt als englische Sappho. Daneben schrieb sie sechs Romane, zwei Theaterstücke, eine feministische Abhandlung (und war daneben auch glühende Befürworterin der französischen Revolution) und den Beginn ihrer Autobiographie, die aber unvollendet blieb. Ihre Tochter schrieb ebenfalls Romane.
Ihr Porträt von Thomas Gainsborough von 1781 ist in der Wallace Collection. Auch Joshua Reynolds porträtierte sie.

## Werke
- Poems, 2 Bde.
- Legitimate Sonnets, with Thoughts on Poetical Subjects, and Anecdotes of the Grecian Poetess, Sappho.
- A Monody to the Memory of the Queen of France.
- A Monody to the Memory of Sir Joshua Reynolds.
- Modern Manners; a Satire, in two Cantos,
- The Sicilian Lover, a Tragedy, in five Acts.
- Sight; The Cavern of Woe; and Solitude; three Poems,
- Ein Pamphlet Vindication of the Queen of France; anonym veröffentlicht.
- Ein Pamphlet mit dem Titel Thoughts on the Condition of Women, and the Injustice of Mental Subordination.
- Vancenza, a Romance, 2 vols.
- The Widow, a Novel, 2 vols.
- Angelina, a Novel, 3 vols.
- Hubert de Servac, a Romance, 3 vols.
- Walsingham, a Novel, 4 vols.
- The False Friend, a Novel, 4 vols.
- The Natural Daughter, a Novel, 2 vols.
- Lyrical Tales, 1 vol.
- Übersetzung von Dr.Hagar: A Picture of Palermo (ihre letzte Arbeit)